# Strażnica KOP „Mieżany”
Strażnica KOP „Mieżany” – zasadnicza jednostka organizacyjna Korpusu Ochrony Pogranicza pełniąca służbę ochronną na granicy polsko-łotewskiej.

## Formowanie i zmiany organizacyjne
W 1926, w składzie Brygady KOP „Wilno”, został sformowany 19 batalion graniczny. W 1928 w skład batalionu wchodziło 12 strażnic. W 2 kompanii KOP „Mieżany” funkcjonowała strażnica KOP „Mieżany”. W 1938 i 1939 strażnica znajdowała się w strukturze 2 kompanii KOP „Mieżany”. Strażnica liczyła około 18 żołnierzy i rozmieszczona była przy linii granicznej z zadaniem bezpośredniej ochrony granicy państwowej.

## Służba graniczna
Podstawową jednostką taktyczną Korpusu Ochrony Pogranicza przeznaczoną do pełnienia służby ochronnej był batalion graniczny. Odcinek batalionu dzielił się na pododcinki kompanii, a te z kolei na pododcinki strażnic, które były „zasadniczymi jednostkami pełniącymi służbę ochronną”, w sile półplutonu. Służba ochronna pełniona była systemem zmiennym, polegającym na stałym patrolowaniu strefy nadgranicznej, wystawianiu posterunków alarmowych, obserwacyjnych i kontrolnych stałych, patrolowaniu i organizowaniu zasadzek w miejscach rozpoznanych jako niebezpieczne, kontrolowaniu dokumentów i zatrzymywaniu osób podejrzanych, a także utrzymywaniu ścisłej łączności między oddziałami i władzami administracyjnymi. Strażnice KOP stanowiły pierwszy rzut ugrupowania kordonowego Korpusu Ochrony Pogranicza.
Strażnica KOP „Mieżany” w 1938 ochraniała pododcinek granicy państwowej szerokości 9 kilometrów 512 metrów od słupa granicznego nr 86 do 94.
Sąsiednie strażnice:
- Strażnica KOP „Nowiki” ⇔ Strażnica KOP „Anopol” – 1938[2]